# Liste der Marskrater/Y
| Name        | Benannt nach                                          | Lage                | Mittlerer Durchmesser (km) | Name gültig seit |
| ----------- | ----------------------------------------------------- | ------------------- | -------------------------- | ---------------- |
| Yakima      | Yakima, Stadt in Washington, USA                      | 43,03° N, 3,15° W   | 12,53                      | 1976             |
| Yala        | Yala, Stadt in Thailand                               | 17,37° N, 38,58° W  | 19,65                      | 1976             |
| Yalata      | Yalata, Ort in Australien                             | 21,81° N, 106,17° O | 4,74                       | 1988             |
| Yalgoo      | Yalgoo, Ort in Australien                             | 4,93° N, 84,23° O   | 17,38                      | 14. Sep. 2006    |
| Yar         | Jar, Ort in Russland                                  | 22,27° N, 39,15° W  | 6,18                       | 1976             |
| Yaren       | Yaren, Hauptort Naurus                                | 43,88° S, 137,45° W | 9,19                       | 25. Nov. 2009    |
| Yat         | Yat, Ort im Niger                                     | 18,13° N, 29,03° W  | 7,46                       | 1976             |
| Yebra       | Yebra, Ort in Spanien                                 | 20,79° N, 105,69° O | 4,85                       | 1988             |
| Yegros      | Yegros, Stadt in Paraguay                             | 22,3° S, 23,66° W   | 13,98                      | 1976             |
| Yelapa      | Yelapa, Stadt in Mexiko                               | 3,83° N, 1,13° O    | 29                         | 2018             |
| Yellowknife | Yellowknife, Ort in den Nordwest-Territorien (Kanada) | 4,58° S, 137,44° O  | 0,12                       | Sep 10, 2012     |
| Yelwa       | Yelwa, Stadt in Nigeria                               | 31,12° N, 147,63° W | 8,2                        | 2018             |
| Yorktown    | Yorktown, Stadt in Virginia, USA                      | 22,88° N, 48,65° W  | 8,01                       | 1976             |
| Yoro        | Yoro, Stadt in Honduras                               | 22,8° N, 28,04° W   | 9,61                       | 1976             |
| Yungay      | Yungay, Stadt in Peru                                 | 43,87° S, 44,75° W  | 19,69                      | 1976             |
| Yuty        | Yuty, Ort in Paraguay                                 | 22,16° N, 34,09° W  | 19,06                      | 1976             |